# Wereldbeker BMX
De wereldbeker BMX is een internationaal regelmatigheidscriterium dat sinds 2003 elk seizoen door de Internationale Wielerunie (UCI) wordt georganiseerd, vrouwen nemen sinds 2007 deel. In elke wedstrijden zijn punten te verdienen en aan het eind van het seizoen wint de BMX'er met de meeste punten de wereldbeker.

## Erelijst

### Mannen
| Jaar | Goud | Goud             | Zilver | Zilver             | Brons | Brons                        |
| ---- | ---- | ---------------- | ------ | ------------------ | ----- | ---------------------------- |
| 2003 | NED  | Robert de Wilde  | USA    | Robbie Miranda     | CZE   | Michal Prokop                |
| 2004 | USA  | Derek Betcher    | USA    | Mike Day           | CZE   | Michal Prokop                |
| 2005 | NED  | Robert de Wilde  | ARG    | Cristian Becerine  | USA   | Randy Stumpfhauser           |
| 2006 | USA  | Donny Robinson   | CZE    | Michal Prokop      | USA   | Mike Day                     |
| 2007 | NED  | Robert de Wilde  | USA    | Donny Robinson     | FRA   | Damien Godet                 |
| 2008 | USA  | Donny Robinson   | USA    | David Herman       | USA   | Kyle Bennett                 |
| 2009 | AUS  | Sam Willoughby   | NED    | Ivo van der Putten | USA   | Donny Robinson               |
| 2010 | LAT  | Māris Štrombergs | AUS    | Sam Willoughby     | USA   | Connor Fields                |
| 2011 | FRA  | Joris Daudet     | AUS    | Marc Willers       | NED   | Raymon van der Biezen        |
| 2012 | AUS  | Sam Willoughby   | USA    | Connor Fields      | NED   | Twan van Gendt               |
| 2013 | USA  | Connor Fields    | NED    | Jelle van Gorkom   | GBR   | Liam Phillips                |
| 2014 | GBR  | Liam Phillips    | AUS    | Anthony Dean       | NED   | Twan van Gendt               |
| 2015 | GBR  | Liam Phillips    | NED    | Niek Kimmann       | FRA   | Amidou Mir                   |
| 2016 | USA  | Corben Sharrah   | SUI    | David Graf         | LAT   | Māris Štrombergs             |
| 2017 | FRA  | Sylvain André    | USA    | Connor Fields      | CAN   | Tory Nyhaug                  |
| 2018 | NED  | Niek Kimmann     | FRA    | Joris Daudet       | FRA   | Sylvain André                |
| 2019 | NED  | Niek Kimmann     | ECU    | Alfredo Campo      | SUI   | David Graf                   |
| 2020 | USA  | Connor Fields    | AUS    | Anthony Dean       | COL   | Carlos Alberto Ramirez Yepes |
| 2021 |      |                  |        |                    |       |                              |

### Vrouwen
| Jaar | Goud | Goud                  | Zilver | Zilver                | Brons | Brons              |
| ---- | ---- | --------------------- | ------ | --------------------- | ----- | ------------------ |
| 2007 | FRA  | Laëtitia Le Corguillé | ARG    | Gabriela Maria Diaz   | NZL   | Sarah Walker       |
| 2008 | USA  | Arielle Martin        | FRA    | Laëtitia Le Corguillé | NZL   | Sarah Walker       |
| 2009 | FRA  | Laëtitia Le Corguillé | FRA    | Eva Ailloud           | USA   | Arielle Martin     |
| 2010 | FRA  | Laëtitia Le Corguillé | AUS    | Caroline Buchanan     | NZL   | Sarah Walker       |
| 2011 | NZL  | Sarah Walker          | FRA    | Magalie Pottier       | COL   | Mariana Pajón      |
| 2012 | AUS  | Caroline Buchanan     | FRA    | Magalie Pottier       | USA   | Alise Post         |
| 2013 | COL  | Mariana Pajón         | USA    | Arielle Martin        | NED   | Laura Smulders     |
| 2014 | AUS  | Caroline Buchanan     | COL    | Mariana Pajón         | NED   | Laura Smulders     |
| 2015 | COL  | Mariana Pajón         | VEN    | Stefany Hernández     | USA   | Alise Post         |
| 2016 | NED  | Laura Smulders        | USA    | Brooke Crain          | DEN   | Simone Christensen |
| 2017 | NED  | Laura Smulders        | COL    | Mariana Pajón         | DEN   | Simone Christensen |
| 2018 | NED  | Laura Smulders        | AUS    | Saya Sakakibara       | NED   | Judy Baauw         |
| 2019 | NED  | Laura Smulders        | USA    | Felicia Stancil       | USA   | Alise Willoughby   |
| 2020 | USA  | Alise Willoughby      | AUS    | Saya Sakakibara       | FRA   | Manon Valentino    |
| 2021 |      |                       |        |                       |       |                    |